# Babylonien
Babylonien var ett forntida semitiskt rike vars centrum låg vid floden Eufrat och Tigris i södra Mesopotamien i det nuvarande södra Irak. Det existerade från ca 2000 f.Kr. till 539 f.Kr. Babylonien uppstod som ett större rike med huvudstad i Babylon under kung Hamurabi omkring 1700 f.Kr. Rikets andra storhetstid inföll under kung Nebukadnessar II omkring 600 f.Kr.

## Historia
- Tiden före omkring 2000 f.Kr. behandlas i artikeln Sumer.

### Isin-Larsa perioden
Det sista sumeriska riket i Ur gick under omkring 2000 f.Kr. Amoriter, ett semitiskt folk Mesopotamien, blev områdets nya härskare. Elamiter kontrollerade även tidvis delar av Mesopotamien. Ett flertal småriken grundades i de gamla sumeriska städerna. Isin och Larsa var några av de mäktigaste amoritiska rikena i söder tillsammans med Eshnunna vid Diyala-floden, medan Assur och Mari kontrollerade den norra delen av Eufrats och Tigris floddalar. Dessa småriken kämpade om makten över Mesopotamien under 1900- och 1800-talet f.Kr.

Hammurabis Babylonien, 1792 - 1750 f.Kr.

### Det gammal nya-babyloniska riket
Det mäktigaste amoritiska riket blev slutligen Babylon. Till en början var Babylon en obetydlig stad, men blev under kung Sin-muballits regeringstid på 1700-talet f.Kr. huvudstaden i en större stat. Hans son Hammurabi skulle emellertid bli den härskare som enade folken i Mesopotamien till ett rike. Vårt namn Babylonien syftar på detta rike styrt från Babylon, även om babylonierna själva kallade sitt rike för Akkad och senare Karduniash eller Shinar.
Hammurabi är främst känd för sina lagar, med den välkända vedergällningsprincipen Öga för öga, tand för tand. Han lyckades skapa stabilitet i regionen.
Det babyloniska väldet omfattade ett stort område som täckte det mesta av Eufrat-Tigris-dalen ända från Sumer och Persiska viken. Han utökade imperiet norrut genom dalen och västerut till kusten mot Medelhavet. Efter att ha slagit samman sina erövringar under ett enda styre i Babylon, koncentrerade han sig på att säkra sina gränser och försöka öka välståndet inom landet. Hammurabis dynasti, även kallad Babylons första dynasti, varade cirka 200 år, till omkring 1530 f.Kr.. Under hans och hans efterföljares styre genomgick landet en period av välstånd och fred.
Redan vid Hammurabis död påbörjades dock det som skulle leda till Babyloniens fall. Kassiterna började gradvis anfalla utkanterna av riket under Hammurabis sons styre och efter ett par hundra år försvagades Babylonien gradvis av dessas återkommande attacker. Slutligen lyckades kassiterna erövra landet och upprättade ett eget styre, den kassitiska dynastin. Tidpunkten för detta är osäker, 1531 f.Kr. är den som vanligen anges, men 1651 och 1595 är också möjliga (se Främre Orientens kronologi).

### Kassiterdynastin
Kassiterna härskade över Babylonien i 400 år ända tills dynastin störtades cirka 1155 f.Kr.. Kassitertiden präglades politiskt av rivalitet och fiendskap med assyrierna och i slutet av perioden även med elamiterna. Kungarna i Babylon stod även i kontakt med det forntida Egypten och Hettiterriket. Relativt få kassitiska dokument finns bevarade ifrån Babylonien. Ett undantag är de konstnärligt utförda kudurru-stelarna av sten som beskriver landförläningar till adelsmän. Av detta kan man dra slutsatsen att det kassitiska samhället hade en feodal karaktär.

### Sjölandsdynastin
Kassiterdynastin försvagades av återkommande fientligheter med landet Elam. Den sista kassitiska kungen dödades under slag mot elamiterna, varpå en ny dynasti grep makten i Babylon. Detta var den så kallade Sjölandsdynastin som kom från staden Isin i södra Babylonien nära Persiska viken. Sjölandsdynastin styrde Babylonien under 1100-talet f.Kr. Elam besegrades av den babyloniska kungen Nebukadnessar I.

### Assyrisk dominans
Vid Tigris övre lopp fanns staden Assur där assyrierna bodde. Den assyriske kungen Tiglatpileser I erövrade Babylon och omkring år 1100 f.Kr. hade assyrierna erövrat ett område som sträckte sig ända till Medelhavets kust och Vansjön i Anatolien. De därpå följande assyriska kungarna var svaga men assyrierna fick en ny storhetstid, när Adad-Nirari II blev kung cirka år 911 f.Kr.. De följande assyriska kungarna plundrade staden Babylon upprepade gånger och Babylonien styrdes tidvis av assyriska kungasöner. På 700-talet f.Kr. lyckades en kaldé vid namn Marduk-apla-iddina II (Bibelns Merodak-Baladan) att kasta ut assyrierna från Babylon. Marduk-apla-iddinas uppror varade i flera årtionden innan han besegrades. Detta första större kaldeiska uppror mot assyrierna misslyckades, men ett århundrade senare skulle kaldéerna resa sig igen.

### Ny-(neo-)babyloniska riket
Assyriernas kontroll över babylonierna försvagades när en maktkamp bröt ut om tronföljden efter den assyriska kungen Ashur-bani-pals död år 627 f.Kr. Han eller en vicekung hade även regerat i Babylon under namnet Kandalanu. Detta gav kaldén Nabu-apla-usur, Nabopolassar (626-605 f.Kr.), möjligheten att gripa makten i Babylonien.
Kaldéerna var ett semitiskt folk som omkring 1000 f.Kr. västerifrån trängt in i Babylonien där de bosatt sig under egna furstar. De var delade på en mängd småstater vilkas furstar ständigt försökte att komma i besittning av de gamla babyloniska residensstäderna, särskilt Babylon, och var i ständiga strider med Assyrien som hade samma byte i sikte. Med Nabopolassar besteg en kaldeisk dynasti Babylons tron. Tillsammans med mederna inleddes ett årtionde senare ett anfall mot Assyrien vilket slutade med Nineves fall år 612 f.Kr. Nabopolassar besegrade de sista resterna av assyriskt motstånd i Harran och Karkemish år 609 f.Kr. och assyriernas egyptiska allierade i Hamat år 605 f.Kr. Babylonien omfattade då hela Mesopotamien jämte Assyriens tidigare besittningar i Syrien och Palestina och mederna tog kontrollen över östra Anatolien och Zagrosbergen.

Nybabyloniska riket 540 f.Kr.

Nabopolassars son Nabu-kudurri-usur, Nebukadnessar II (604-562 f.Kr.), gjorde sitt rike till Främre Asiens politiska centrum och Babylonien blev åter en stormakt. På grund av kaldéernas maktställning i Babylonien kom detta land att kallas Kaldéen och kaldéer blev namnet på dess invånare i allmänhet.
Den första delen av sin regeringstid förde Nebukadnessar en politik som syftade till att stärka kontrollen över medelhavskusten. De egyptiska faraonerna av den 26:e dynastin försökte destabilisera regionen för att undergräva babyloniernas maktposition där. Ett försök att invadera Egypten år 601 f.Kr. blev ett nederlag för Nebukadnessar. Därefter utbröt uppror i Tyrus och Juda rike. Det var under fälttåg där som judarna bortfördes i den Babyloniska fångenskapen och Jerusalem förstördes år 589 f.Kr. Ett plötsligt hot mot riket var även de nomadiska kimmererna som kom ner i Syrien efter att de hade erövrat Anatolien. Den senare delen av Nebukadnessars regeringstid var lugnare. Ett stort antal verkliga och legendära byggnadsverk uppfördes under denna tid i Babylon och andra städer.
Det neo-babyloniska riket sträckte sig från Sinai och medelhavskusten över Mesopotamien till Persiska viken. Den arabiska oasen Teima behärskade även av babylonierna under Nebukadnessars efterföljare Nabu-na'id, Nabonidus (556-539 f.Kr.). Den babyloniska guden Nabu blev den främste guden under denna tid, och hans namn ingick i kunganamnen, vid sidan av Marduk och Nergal. Nabonidus föredrog ändå att sätta månguden Sin över de andra babyloniska gudarna, vilket väckte motstånd hos folket. Nabonidus blev slutligen så impopulär att han tillbringade en lång tid i oasen Teima, känd för sin mångud, långt från Babylon. När så den persiska kungen Kyros II marscherade mot Babylon mötte han lite motstånd av folket där, och den välbefästa staden intogs utan strid år 539 f.Kr. Babylonien blev sedan en del av Perserriket.

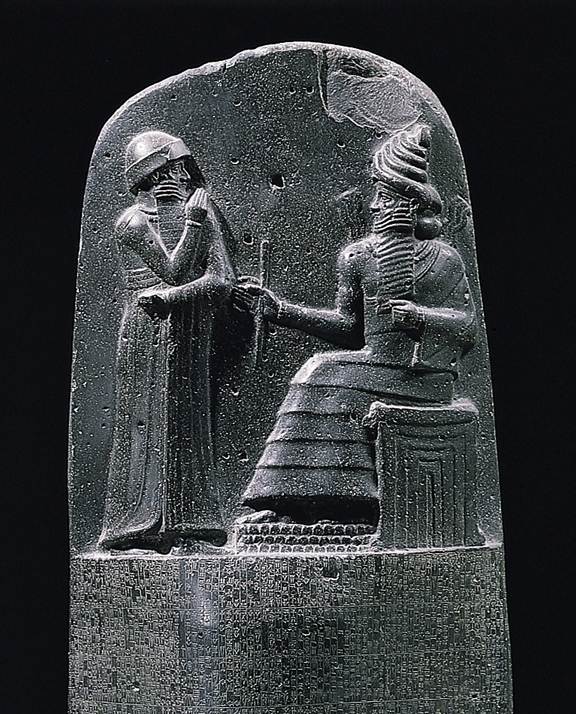
Övre delen av en stentavla med Hammurabis lag

## Vetenskap
Den övergripande vetenskapen var teologi, manifesterad som spådomskonst, där stjärntydning, granskning av ett fårs lever, flyktmönster hos fåglar eller mönster av olja på vatten var likvärda ingredienser. När magerna tog astronomi och matematik till sin hjälp för att registrera och systematisera kunskapen om världsalltets regelbundenheter, inleddes en utveckling av dessa discipliner som ger eko än idag.

### Matematik
Babyloniska matematiker vidareutvecklade sumerernas matematik kring ett talsystem med 60 som bas, troligtvis valt på grund av att det är jämn
t delbart med många tal (60=2×2×3×5 vilket ger delbarhet med 2, 3, 4, 5, 6, 10, 12, 15, 20 och 30, jämte de triviala fallen 1 och 60). Härifrån härstammar vårt system att dela in en timme i 60 minuter, och varje minut i 60 sekunder. Det är också härifrån antalet grader i en cirkel (60×6) har hämtats. Den babyloniska matematiken skulle komma att vidareutvecklas av grekerna.

### Astrologi
Astrologi var alltså en högt ansedd sysselsättning i Mesopotamien och det finns tidiga referenser till namn på stjärnor, stjärnbilder och enstaka förmörkelser. Så har till exempel dagens namn på Oxen (Taurus), Lejonet (Leo) och Skorpionen (Scorpio) sina rötter från sumererna. Standardarbetet i ämnet, skrivet för astrologiska ändamål och senare översatt till grekiska av Berossos, tros stamma från Sargon från Akkads tid. Djurkretsen, zodiaken, blev en babylonisk uppfinning, men det finns inga anteckningar tidigare än 1700-talet f.Kr. som tyder på något som skulle kunna kallas astronomi.
Babylonisk astrologi utgick från att universum skapats i förhållande till Jorden och att det därför inte var en tillfällighet att stjärnor och planeter hade sina bestämda platser vid fastställda tidpunkter. Därmed kunde de knytas till jordiska händelser och det är ingen tvekan om att det var krav på astrologiska förutsägelser, som snabbt även gav astronomin hög social status i Babylonien och blev incitamentet för astronomins utveckling till vetenskap i området.
Det verkar som om babylonierna var först med regelbunden observation av månen och planeterna, av vilka Venus ju är den mest spektakulära. Sol- och månförmörkelser kunde förutses. Observatorier fanns i annex till templen och astronomerna skickade regelbundet rapporter till kungen. Stjärnorna hade numrerats och namngivits i ett tidigt skede och tabeller över månens longituder liksom observationer av Venus’ faser finns bevarade.
Stor uppmärksamhet ägnades naturligt nog åt kalendern och vi finner en vecka med sju dygn och en annan med fem i bruk. Man hade redan tidigt klart för sig att morgonstjärnan och aftonstjärnan var identiska och kunde så småningom inlemma venuscykeln i sin kalendariska arsenal.

## Se även

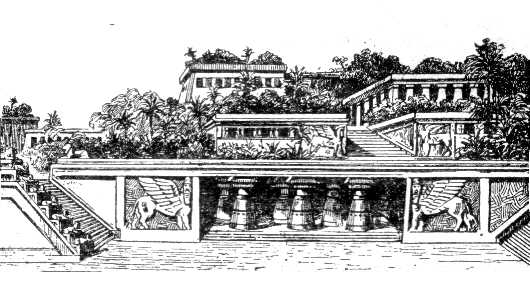
Konstnärs tolkning av de hängande trädgårdarna, från franska Petit Larousse, 1912